# 椎原国幹
椎原 国幹（しいはら くにもと、文政3年（1820年） - 1899年（明治32年）10月26日）は、江戸時代末期から明治時代後期にかけての薩摩藩士、鹿児島県典司、島津家家令。西郷隆盛の母方の叔父。

## 来歴・人物
薩摩国谿山郡谷山郷中村の平馬場（現在の鹿児島市中山町付近）に生まれる。姉・政の長男で甥にあたる隆盛とは年齢が近かったため、実際には兄のような存在であった。なお、『本藩人物誌』に登場する、島津義弘に殉死した椎原与右衛門国林は先祖にあたる。薩摩藩士時代の家格は代々新番であることが、「鹿児島県史料 旧記雑録拾遺 伊地知季安著作史料集六」の『御家忠死略称』より分かる。
薩摩藩では諸受持掛御郡奉行、維新後は鹿児島県の民事総裁を務めた。1877年（明治10年）の西南戦争では西郷軍に付くが、敗戦と同時に延岡で降伏、宮城監獄にて2年間服役した。嫡子である嘉八郎も西郷側に従軍したが、銃創を負い、宮崎病院にて20歳で死去した。娘・春子は川村純義に嫁いだ。
服役後は鹿児島県の教育発展と後進育成に尽力し、1881年（明治14年）には公立鹿児島学校校長に就任。のち、島津忠済の家令も努めた。80歳没。

## 系図
```
　　　　　　　　　　　　　　　　　　　　大久保利通━━━利武
　　　　　　　　　　　　　　　　　　西徳二郎━━━竹一　┃
　　　　　　西郷吉兵衛　　　　　　　　　　　　　　┃　　┃
　　　　　　　　　┃　　　　　　　　　　　　　　　┣泰徳┣━━利謙
　　　　　　　　　┣━━━━隆盛　　　　　　　　　┃　　┃
　　　　　　　　　┃　　　　　　　　　┏鉄太郎━武子　　┃
　　　　　　　　┏政佐　　川村純義　　┃　　　　　　　┏栄
　　　　　　　　┃　　　　　┃　　　　┃　　近藤廉平━┫
椎原国紀━━━━┫　　　　　┣━━━━┫　　　　　　　┗廉治
　　　　　　　　┃　　　　　┃　　　　┗常子　　　　　　┃
　　　　　　　　┗国幹━━━春子　　　　┃　　　　　　　┃
　　　　　　　　　　　　　　　　　　　　┃　　　　　　　┃
　　　　　　　　　　　　　　　　　　　　┃　　　　　　┏泰子
　　　　　　　　　　　　┏━伝蔵　　　　┣━━━━━━┫
　　　　　　　　　　　　┃　　　　　　　┃　　　　　　┗正子
　　　　　　橋口与三次━┫　　　　　　　┃　　　　　　　┃
　　　　　　　　　　　　┃　　　　　　　┃　　　　　　　┃
　　　　　　　　　　　　┗━樺山資紀━━愛輔　　　　　　┃
　　　　　　　　　　　　　　　　　　　　　　　　　　　　┃
　　　　　　　　　　　　　　　　　　　　　　　　　　　　┃
　　　　　　　　　　　　　　　　　　　　　白洲文平━━━次郎

```

## 関連文献
- 「鹿児島県の中等教育の変遷 中学造士館を中心に」（山田尚二、1979年（昭和54年））
- 「郷土と日本を築いた熱き薩摩の群像700名」（下竹原弘志編、1990年（平成2年））
- 「百年誌 龍門」（鹿児島県立加治木高等学校百年誌編集企画委員会編、1997年（平成9年））
- 「樟風遙か 甲南高校創立百周年 同窓会記録誌」（甲南高校創立百周年記念事業同窓会実行委員会編、2006年（平成18年））